# Tarasowo (obwód niżnonowogrodzki)
Tarasowo (ros. Тарасово) – wieś (dieriewnia) w Rosji, w obwodzie niżnonowogrodzkim, w rejonie kowiernińskim. W 2010 liczyła 293 mieszkańców.